# Beddelhausen
Beddelhausen (mundartlich Berrelhause) ist ein Dorf im Kreis Siegen-Wittgenstein und zugleich seit der kommunalen Neugliederung im Jahre 1975 ein Stadtteil der Stadt Bad Berleburg. Das Dorf hat heute etwa 430 Einwohner. Beddelhausen gehört zur evangelischen Kirchengemeinde Elsoff.

## Geographie

### Lage
Beddelhausen liegt am östlichen Rand des Gemeindegebiets, 12 Kilometer von der Kernstadt entfernt. Beddelhausen liegt in der an dieser Stelle recht breiten Ederaue, die das Rothaargebirge durchquert, in einer Höhe von 350–610 Metern über Normalnull. Die Ortschaft erstreckt sich über beide Seiten der Eder. Höchster Berg Beddelhausens ist der Hohestift mit ca. 610 m über Normalnull.

### Nachbarorte
- Elsoff
- Richstein
- Schwarzenau
- Stadt Hatzfeld

## Geschichte

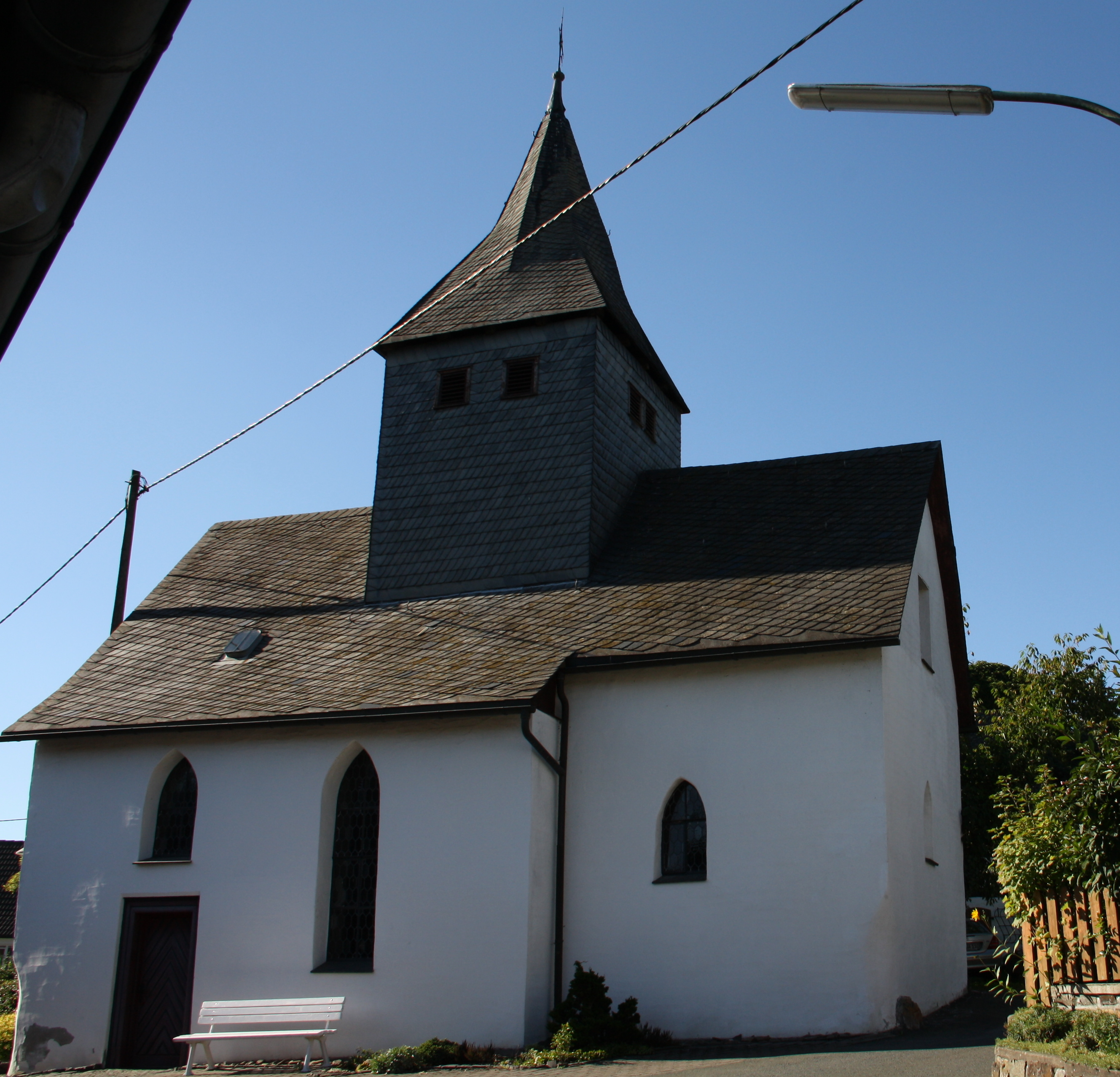
Kapelle in Beddelhausen

### Urkundliches
Erstmals urkundlich erwähnt wurde Beddelhausen als Bedelenhusen im Jahre 1059. Die Schreibweise des Ortsnamens variierte im Laufe der Jahrhunderte. Der Name Beddelhausen könnte möglicherweise auf den Personennamen Bedilo zurückgehen. Der Ort gehörte zur Vogtei Elsoff. Im Gegensatz zu einigen anderen Wittgensteiner Ortschaften war Beddelhausen seit seiner Gründung vermutlich durchgängig von Menschen besiedelt. 1391 wird ein Heinrich von Beddelnhusen erwähnt, der Anteile an einem Gut in Niederallendorf besessen hat. Die Ortschaft gehörte seit 1538 zum Hause Richstein und somit zu deren Gerichtsbarkeit. Die Kapelle wird erstmals 1553 erwähnt. 1662 gehört der Ort zur Vogtei Elsoff und zum Amt Richstein. Ab dem Jahr 1819 ist Beddelhausen ein Teil des Schultheißenbezirkes Schwarzenau. 1845 erfolgt die Zuteilung zum Amt Arfeld.

### Eisenbahn
Am 1. April 1911 wurde das Teilstück Hatzfeld–Arfeld der Bahnstrecke Bad Berleburg–Allendorf eröffnet. Diese wurde genutzt bis zur Stilllegung am 29. Mai 1981. Bei Bahnkilometer 17,0 in der Nähe des Lindenhöfer Baches befand sich ab August 1944 eine Ergänzungsstelle, welche für die Produktion der Rakete V2 (Vergeltungswaffe 2) genutzt wurde. Hier war ein Kran über die Schienen montiert worden, der für den Umschlag der einzelnen Raketenteile diente.

### Neugliederung
Am 1. Januar 1975 verlor der Ort durch die kommunale Neugliederung im Rahmen des Sauerland/Paderborn-Gesetzes seine Eigenständigkeit und wurde ein Teil der Stadt Bad Berleburg.

### Einwohnerentwicklung
| Hier fehlt eine Grafik, die leoder im Moment aus technischen Gründen nicht angezeigt werden kann. Wir arbeiten daran!                                                             |     |
| 1961 | 464 |
| 1970 | 463 |
| 1974 | 489 |
| 2011 | 505 |
| 2017 | 431 |
| 2021 | 450 |
| 2023 | 429 |
| Die Zahlen von 1961 (6. Juni) und 1970 (27. Mai) entstammen den Volkszählungsergebnissen. 1974, Quelle ab 2011: 2017 zum 31. Dezember des Jahres. 2021 zum 31. August des Jahres. |     |

## Sehenswürdigkeiten
Sehenswürdigkeiten in Beddelhausen sind unter anderem die aus dem 19. Jahrhundert stammende Rundbogenbrücke sowie die evangelische Dorfkirche aus dem 13. Jahrhundert. Südlich der alten Ederbrücke befindet sich im alten Gemeindesteinbruch des Ortes der als Nationales Geotop ausgezeichnete Kieselschiefer-Steinbruch.